# 하키 채
하키 채는 하키 선수가 볼이나 퍽을 밀고, 당기고, 때리고, 치고, 긋고, 조종하기 위해 사용하는 스포츠 장비이다.